# Stenka Na Stenku
Albums de Arkona
Goi, Rode, Goi! (Гой, Роде, Гой!)
(2009) Slovo (Слово)
(2011)
Stenka Na Stenku (en russe : Стенка на стенку) est un EP du groupe russe de folk metal Arkona. Il est sorti en mai 2011 chez Napalm Records.

## Liste des titres
| Stenka Na Stenku (Стенка на стенку) | Stenka Na Stenku (Стенка на стенку)                             | Stenka Na Stenku (Стенка на стенку) | Stenka Na Stenku (Стенка на стенку) | Stenka Na Stenku (Стенка на стенку) | Stenka Na Stenku (Стенка на стенку) | Stenka Na Stenku (Стенка на стенку) | Stenka Na Stenku (Стенка на стенку) | Stenka Na Stenku (Стенка на стенку) | Stenka Na Stenku (Стенка на стенку) |
| No                                  | Titre                                                           | Paroles                             | Musique                             | Traduction (anglais)                | Durée                               |                                     |                                     |                                     |                                     |
| ----------------------------------- | --------------------------------------------------------------- | ----------------------------------- | ----------------------------------- | ----------------------------------- | ----------------------------------- | ----------------------------------- | ----------------------------------- | ----------------------------------- | ----------------------------------- |
| 1.                                  | Stenka Na Stenku (Стенка на стенку)                             | Masha "Scream"                      | Masha "Scream"                      | Wall on wall                        | 2:31                                |                                     |                                     |                                     |                                     |
| 2.                                  | Valenki (Валенки)                                               | chant traditionnel                  | Musique traditionnelle              | Valenki                             | 3:04                                |                                     |                                     |                                     |                                     |
| 3.                                  | Goi, Rode, Goi! (Acoustique) (Гой, Роде, гой!)                  | Masha "Scream"                      | Masha "Scream"                      | Hail, Rod, Hail!                    | 5:35                                |                                     |                                     |                                     |                                     |
| 4.                                  | Skål!                                                           | Masha "Scream"                      | Varg                                | Cheers!                             | 2:28                                |                                     |                                     |                                     |                                     |
| 5.                                  | Duren' (Дурень)                                                 | Svarga                              | Svarga                              | Fool                                | 6:27                                |                                     |                                     |                                     |                                     |
| 6.                                  | Novyi Mir (Ođđa Máilbmi) (Reprise du groupe Shaman) (Новый мир) | Masha "Scream"                      | Shaman                              | The New World                       | 3:45                                |                                     |                                     |                                     |                                     |
| 23:50                               |                                                                 |                                     |                                     |                                     |                                     |                                     |                                     |                                     |                                     |

## Descriptif de l'album
Le titre Stenka na stenku évoque un type de combat à main nue autrefois très populaire en russie, le Stenka na stenku. Ce sujet est représenté sur la couverture du disque, ainsi que dans le clip vidéo du titre.
Ce titre est présent sur l'album Slovo tandis que le reste de l'album est inédit 

## Crédits
- Masha "Scream" - Chant, chœurs, clavier et percussions (dont khomuz, tambourin, percussions shamaniques)

- Sergey "Lazar" – Guitares, balalaika
- Vladimir "Volk" – Gaita galicienne, blockflute, sifflet, zhaleyka
- Ruslan "Kniaz" – Basse
- Vlad "Artiste" - Batterie, percussions

### Autres musiciens
- Irina "Lisa" – Violoncelle, sur "Goi, Rode, Goi!"
- Ilya "Wolfenhirt" (Svarga) – chœurs
- Aleksandr "Shmel" (Rarog) – chœurs
- Aleksandr Oleinikov – accordéon
- Philipp "Freki" Seiler (Varg) – voix, sur "Skål!"